# Fetim Group
De Fetim Group is een internationaal opererend Nederlands bedrijf en producent van bouwmaterialen en woningdecoratie. Het bedrijf is actief in 40 landen, telt ca. 210 werknemers en het hoofdkantoor zetelt in Amsterdam.

## Geschiedenis
Het bedrijf werd in 1919 door Frans Beerkens als Fijnhouthandel Haarlem, te Haarlem opgericht.
Na de oprichting startte hij met de import van hardhout. In 1922 werd het exclusieve importrecht van Cawitt-triplex verkregen waarmee destijds delen van Fokker-vliegtuigen werden gebouwd. 

De naam van het bedrijf werd in 1931 veranderd in Fetim (afgeleid uit Fijnhouthandel En Triplex IMport).
In 1932 verliet het bedrijf zijn locatie in Haarlem aan de Burgwal 76-88 en verhuisde naar Amsterdam, naar het houthavengebied nabij de Spaarndammerstraat.
Eind jaren 60 werd ook de handelsmaatschappij Bekol opgericht, specifiek voor de import van Afrikaans hout en werd de naam Fetim Bekol de voernaam voor advertenties en publicaties. Begin jaren zeventig begon het bedrijf zich te richten op de toen sterk opkomende doe-het-zelfmarkt. Het bedrijf startte met levering van houtproducten aan bouwmarktgroepen en inkoopcentrales van doe-het-zelfwinkels. In de jaren 80 ontwikkelde het bedrijf het zogenaamde multi- plus meubelsysteem, een reksysteem van staanders en liggers.
In 1999 vestigde het bedrijf zijn hoofdkantoor aan Kopraweg 1 in Westpoort, Amsterdam. Ten westen van het hoofdkantoor, aan de Kaapstadweg, nam het bedrijf in februari 2019 een distributiecentrum van 60.000 m² op het Atlaspark in gebruik. Dit distributiecentrum is uitgerust met een het duurzaamheidscertificaat BREEAM Very Good.